# 金基熙
金 基熙（キム・ギヒ、ハングル：김기희、1989年7月13日 - ）は、大韓民国・釜山広域市出身のプロサッカー選手。MLS・シアトル・サウンダーズFCに所属。元韓国代表。ポジションはディフェンダー（センターバック）および守備的ミッドフィールダー。

## 来歴

### クラブ
弘益大学校在学中にUリーグでプレー。2010年11月9日に開催された「2011 Kリーグ新人選手選抜ドラフト」にて大邱FCから2巡目で指名を受けて入団。
2012年9月26日、1年間の期限付き移籍でカタール・スターズリーグのアル・スィーリーヤSCに加入。
2013年7月9日、全北現代モータースに移籍。
2016年2月19日、中国サッカー・スーパーリーグの上海緑地申花足球倶楽部へ移籍。移籍金は600万ドルと報じられており、代理人によれば韓国人では史上最高額とされた。
2018年2月27日、MLSのシアトル・サウンダーズFCと契約。なお、獲得にあたってサウンダーズはターゲット・アロケーション・マネー(TAM)を投じている。
2020年2月26日、蔚山現代FCに加入。
2025年1月28日、1年延長オプション付きの1年契約で古巣のシアトル・サウンダーズFCに復帰。

## 所属クラブ
- - 2001年 德川初等学校（朝鮮語版）
- 2002年 - 2004年 長坪中学校（朝鮮語版）
- 2005年 - 2007年 釜慶高等学校（朝鮮語版）
- 2008年 - 2010年 弘益大学校
- 2011年 - 2013年  大邱FC
  - 2012年 - 2013年  アル・スィーリーヤSC (期限付き移籍)
- 2013年 - 2016年  全北現代モータース
- 2016年 - 2018年  上海緑地申花足球倶楽部
- 2018年 - 2019年  シアトル・サウンダーズFC
- 2020年 - 2024年  蔚山現代FC/蔚山HD FC
- 2025年 -  シアトル・サウンダーズFC

## タイトル

### クラブ
全北現代モータース
- Kリーグクラシック：2014, 2015

上海申花足球倶楽部
- 中国FAカップ：2017

シアトル・サウンダーズFC
- MLSカップ：2019

蔚山HD FC
- Kリーグ1：2022, 2023, 2024
- AFCチャンピオンズリーグ：2020

### 代表
韓国代表
- EAFF E-1サッカー選手権：2015

### 個人
- Kリーグ1 ベストイレブン：2015